# Югославская народная армия
Югославская народная армия или ЮНА (сербохорв. Jugoslovenska narodna armija/Југословенска народна армија, ЈNА, JНА, хорв. и босн. Jugoslovenska narodna armija, JNA, словен. Jugoslovanska ljudska armada, JLA, серб. , черног. и макед. Jугословенска народна армиjа, JНА) — вооружённые силы Социалистической Федеративной Республики Югославия. Её численность составляет более 540 тысяч солдат, что обеспечивало безопасностью границы Югославии.

## История

### Основание
Во время Второй мировой войны 21 декабря 1941 года, в день рождения Сталина, в городе Рудо была создана Первая пролетарская народно-освободительная ударная бригада Народно-освободительных войск Югославии (сербохорв. НОВЈ). В конце Второй мировой войны (1945) вооружённые силы получили наименование Югославская армия (сербохорв. Југословенска армија, ЈА). Окончательное наименование Югославская народная армия получила в декабре 1951 года.
В 1956 году Югославия отправило подразделение ЮНА в состав миротворческих сил ООН на границе Израиля и Египта, первые военнослужащие прибыли на Синайский полуостров в ноябре 1956 года (потери в этой операции составили 7 военнослужащих погибшими).

### Реформирование передраспадом Югославии
В 1987 году со скрипом стартовала военная реформа, призванная реорганизовать армию, повысить её командный и технический уровень. Численность армии была сокращена до 180 000 человек. При этом много устаревшего вооружения попало в резерв, а значит, в распоряжение территориальной обороны республик. Армия начала перегруппировку сил. В связи с сокращением численности происходило переформирование воинских соединений. Так, вместо дивизии самой крупной воинской единицей становилась бригада, которая обеспечивала большую гибкость при боевых действиях. Такая реорганизация вполне соответствовала обстановке политической разрядки в Европе. В рамках реорганизации армии территория Югославии делилась на так называемые военные области: Белград (Восточная Хорватия, Центральная и Северная Сербия с Воеводиной, Босния и Герцеговина); Загреб (Словения, северная Хорватия); Скопье (Македония, вся южная Сербия, Черногория). В 1990 году Военных областей было уже пять.
Можно предположить, что подобная реорганизация была рассчитана на сценарий распада страны, однако при дальнейшем анализе военной реформы можно обнаружить, что эти действия по реорганизации продолжали идею Общенародной обороны. Доказательством этому служат следующие факты: сохранение территориальной обороны и оборонительной доктрины, строительство в Боснии и Герцеговине единого радарного центра контроля и наблюдения «Бихач», крупной авиабазы «Желява», часть которой находилась под землёй. Очевидно, что это объекты, которые предназначаются для обороны от внешнего противника. Немаловажен и следующий факт: несмотря на то, что в республиканских управляющих структурах, в том числе и в полиции, происходила «национальная чистка», ЮНА продолжала оставаться верной принципу «братства и единства». ЮНА оставалась многонациональной армией, причём в генералитете преобладали хорваты. ЮНА, будучи хорошо вооружённой и многочисленной, в силу своей чрезмерной идеологизированности и бюрократизации не сумела адаптироваться к реальной политической обстановке развала страны. Очевидно также, что мало кто из высшего югославского руководства желал этой адаптации, так как члены президиума СФРЮ и многие другие партийные руководители уже вынашивали идею отделения своих республик. Югославская Народная Армия становилась защитницей государства, судьба которого была предрешена.

## Доктрина
ЮНА имела уникальную военную доктрину: в случае агрессии задачей армии было задержать наступление врага до того момента, пока не будут отмобилизованы и развёрнуты части Территориальной обороны (ТО), резерва из числа гражданского населения. После этого ЮНА и ТО должны были приступить к тотальной партизанской войне (т. н. Общенародная оборона (сербохорв. Opštenarodna odbrana, ONO)) с целью истощения превосходящих сил противника.
В связи с вводом возглавляемых СССР войск ОВД в Чехословакию 18 сентября 1968 года на заседании правительства был принят «Закон о народной обороне». Причиной принятия закона было резкое осуждение Югославией произошедшей интервенции и последовавшее резкое похолодание отношений СССР и СФРЮ. Так как Югославия не была членом ОВД, появилась гипотетическая вероятность интервенции войск Советского Союза в Югославию. Кроме того, угрозой для СФРЮ являлся возможный конфликт между странами-участниками Варшавского договора и странами НАТО. Не принадлежащая ни к одному из враждующих лагерей Югославия могла быть рассмотрена одной из противостоящих сторон как плацдарм для ведения боевых действий или размещения войск, так как страна занимала удобное стратегическое расположение и занимала обширную площадь. Вследствие этого, военные силы Югославии должны были быть готовы противостоять заведомо более сильному противнику, т. е. армия Югославии должна была быть готова действовать по сценарию, аналогичному событиям 1941 года, когда немецкие войска вторглись на территорию королевства Югославия. Боеспособность же югославских вооружённых сил к 1968 году была крайне низкой: генерал И. Гошняк прямо заявил, что Югославия не готова к советскому вторжению.
По Закону о народной обороне ЮНА получала уникальную структуру вооружённых сил. Новая военная доктрина получила название «Общенародная оборона» (Општенародна одбрана) ОНО. Доктрина предусматривала создание общеюгославского сопротивления агрессору, то есть являлась продолжением славных партизанских традиций времён Второй мировой войны. При этом на уровне идеологии связь между ОНО и партизанским движением всячески поддерживалась военным руководством, следствием чего элементы партизанской субкультуры прочно вошли в армейские традиции.

## Структура

Герб Территориальной Обороны

В состав вооружённых сил СФРЮ входили ЮНА и Территориальная Оборона (Teritorijalna Obrana). Сама ЮНА делилась на рода войск, виды войск и войсковые службы. Было выделено 4 вида войск: сухопутные, ВВС, ПВО и ВМФ. Родами войск были: пехота, артиллерия, артиллерийско-ракетные подразделения ПВО, бронетанковые, инженерные, противохимическая оборона, связь, пограничные единицы ЮНА. К войсковым службам относились: техническая, строительная, интендантская, служба сообщения, лётно-техническая, органы безопасности и военная полиция, санитарная, ветеринарная, финансовая, административная, правовая, геодезическая, музыкальная и информатики. В конце 1980-х годов появилась авиационная служба дозора, связи и наведения, ставшая позднее родом войск. Комплектовалась на основе всеобщей воинской повинности. Срок службы составлял 1 год. Срок службы включал в себя рекрутское обучение, собственно военную службу и службу в резервном составе. ЮНА представляла собой «совместную вооруженную силу всех народов и народностей, всех рабочих людей и граждан СФРЮ». По Закону о вооружённых силах 1969 года членом ВС СФРЮ рассматривался каждый гражданин, который с оружием в руках участвует в сопротивлении агрессорам.
Территориальная оборона была создана для того, чтобы в случае прямой военной интервенции затруднить дальнейшее продвижение противника, так как огромное количество обученного к ведению партизанских действий гражданского населения, наряду с ЮНА, создавало бы противнику огромные проблемы. В случае большой войны предполагалось мобилизовать от 1 до 3 миллионов граждан в дополнение к 860 тысячам состава вооружённых сил. Мобилизованные в территориальную оборону должны были собираться в подразделения, которые организовывались бы при предприятиях и учреждениях. ТО располагала значительными запасами вооружения. Её склады с оружием существовали во многих населённых пунктах.
Вооружение это было по большей части устаревшим и представляло собой образцы времён Второй мировой войны. Положение об общенародной обороне СФРЮ 1974 года предусматривало урегулирование Закона об общенародной обороне как Союзной Конституцией, так и Конституциями республик. Союзная Конституция 1974 года в статье 240 подтверждает то, что ВС СФРЮ состоят из ЮНА и ТО «как наилучшей формы организации вооруженного общенародного сопротивления». На основании статьи 239 указанной Конституции республики имели право сами организовывать территориальную оборону и руководить ею. В каждой республике эта статья Конституции подтверждалась статьёй Конституции республиканской (как в Хорватии статья 237 Конституции СР Хорватии). Система самостоятельного республиканского руководства ТО была введена после событий 1971 года в Хорватии, когда, по сути дела, вспыхнул этнический вооружённый конфликт между хорватами и сербами.

### Сухопутные войска
Численность сухопутных войск составляла около 600 тысяч человек (активная служба), ещё около 2 млн человек были в резерве. В 1974 году сухопутные войска были разделены на шесть армий, дислоцировавшихся во всех республиках страны:
- 1-я армия — Северная Сербия, штаб в Белграде
- 2-я армия — Южная Сербия, штаб в Нише
- 3-я армия — Македония, штаб в Скопье
- 5-я армия — Хорватия, штаб в Загребе
- 7-я армия — Босния и Герцеговина, штаб в Сараево
- 9-я армия — Словения, штаб в Любляне
  - 2-й корпус — Черногория, штаб в Титограде
- Приморская военная область (ранее 4-я армия) — побережье Хорватии, штаб в Сплите

## Военные операции
- Вторая мировая война
- Десятидневная война в Словении
- Война в Хорватии
- Война в Боснии и Герцеговине

## Миротворческие операции
- Йемен
- Ирак-Иран
- Ангола

## Праздники
- 21 мая — День военных лётчиков;
- 16 июля — День танкистов;
- 15 августа — День пограничников;
- 10 сентября — День военных моряков;
- 15 сентября — День кавалеристов;
- 7 октября — День артиллеристов;
- 10 ноября — День ПВО;
- 22 декабря — День ЮНА;

## Оценки боеспособности ЮНА
Маршал Советского Союза Георгий Жуков невысоко оценивал боеспособность югославских вооруженных сил. Жуков говорил послу Югославии в СССР Мичуновичу в 1957 году, что в конфликте 1948 года была вина Сталина, так как мощи советской армии было достаточно, чтобы покорить Югославию за три дня. Затем Жуков посетил в октябре 1957 года Югославию, ознакомился с состоянием югославских вооруженных сил и сообщил в Президиум ЦК КПСС следующую информацию о состоянии югославской армии:
- Хорошая подготовка офицеров, молодых специалистов и солдат;
- Югославские вооруженные силы (вопреки оценкам советского Генерального штаба) благодаря всеобщей воинской обязанности и горному рельефу страны смогут долго сопротивляться потенциальному агрессору;
- Югославская противовоздушная оборона неспособна обеспечить безопасности Югославии с воздуха;
- Югославские бронетанковые подразделения и авиация в целом слабые.

## Присяга
Текст присяги менялся несколько раз, начиная с образования Народно-освободительной армии Югославии.

Я (имя и фамилия приносящего присягу) торжественно обязуюсь защищать независимость, государственный строй, нерушимость и целостность Социалистической Федеративной Республики Югославии и хранить и развивать братство и единство наших народов и национальностей. Всегда добросовестно и дисциплинированно исполнять обязанности защитника своей независимой социалистической родины и быть готовым бороться за её свободу и честь, без сожаления в этой борьбе отдам и свою жизнь.
Оригинальный текст (сербохорв.)Ja (ime i prezime izgovarača zakletve) svečano se obavezujem da ću braniti nezavisnost, ustavni poredak, nepovrjedivost i cjelokupnost Socijalističke Federativne Republike Jugoslavije i da ću čuvati i razvijati bratstvo i jedinstvo naših naroda i narodnosti. Uvijek ću savjesno i disciplinovano izvršavati obaveze i dužnosti branioca svoje samoupravne socijalističke domovine i biti spreman da se borim za njenu slobodu i čast, ne žaleći da u toj borbi  dam i svoj život.

Вариант присяги ЮНА на сербском:

Я (имя и фамилия) торжественно обязуюсь верно служить своему народу, защищать мою родину Социалистическую Федеративную Республику Югославию, хранить братство и единство наших народов и честь ЮНА и добросовестно исполнять распоряжения моих командиров. Всегда буду готов бороться за свободу и честь Родины, в этой борьбе без сожаления отдам и свою жизнь.
Оригинальный текст (серб.)Ja (име и презиме) свечано се обавезујем да ћу верно служити свом народу, бранити своју отаџбину Социјалистичку Федеративну Републику Југославију, чувати братство и јединство наших народа и част ЈНА и савесно извршавати наређења мојих команданата. Увек ћу бити спреман да се борим за слободу и част Отаџбине, у овој борби даћу свој живот без жаљења.

Вариант присяги ЮНА на хорватском:

Я (имя и фамилия) торжественно обязуюсь верно служить своему народу, защищать мою родину Социалистическую Федеративную Республику Югославию, хранить братство и единство наших народов и честь ЮНА и добросовестно исполнять распоряжения моих командиров. Всегда буду готов бороться за свободу и честь Родины, в этой борьбе без сожаления отдам и свою жизнь.
Оригинальный текст (хорв.)Svečano se obvezujem (ime i prezime) vjerno služiti svom narodu, braniti svoju domovinu Socijalističku Federativnu Republiku Jugoslaviju, čuvati bratstvo i jedinstvo naših naroda i čast JNA, te savjesno izvršavati zapovijedi svojih zapovjednika. Uvijek ću biti spreman boriti se za slobodu i čast Domovine, u ovoj ću borbi dati svoj život bez žaljenja.

Вариант присяги ЮНА на боснийском:

Я (имя и фамилия) торжественно обязуюсь верно служить своему народу, защищать мою родину Социалистическую Федеративную Республику Югославию, хранить братство и единство наших народов и честь ЮНА и добросовестно исполнять распоряжения моих командиров. Всегда буду готов бороться за свободу и честь Родины, в этой борьбе без сожаления отдам и свою жизнь.
Оригинальный текст (хорв.)Svečano (ime i prezime) se obavezujem da ću vjerno služiti svom narodu, braniti svoju otadžbinu Socijalističku Federativnu Republiku Jugoslaviju, čuvati bratstvo i jedinstvo naših naroda i čast JNA i vjerno izvršavati naređenja mojih komandanata. Uvek ću biti spreman da se borim za slobodu i čast Otadžbine, u ovoj borbi daću svoj život bez žaljenja.

Вариант присяги ЮНА на словенском:

Я (имя и фамилия) торжественно обязуюсь верно служить своему народу, защищать мою родину Социалистическую Федеративную Республику Югославию, хранить братство и единство наших народов и честь ЮНА и добросовестно исполнять распоряжения моих командиров. Всегда буду готов бороться за свободу и честь Родины, в этой борьбе без сожаления отдам и свою жизнь.
Оригинальный текст (словенск.)Ja (Ime in Priimek) svečano se obavezujem, da ču verno služiti svome narodu, da ču braniti svoju otačbinu Socialističku Federativnu Republiku Jugoslaviju, da ču čuvati bratstvo i jedinstvo naših naroda i ugled Jugoslovanske narodne armije i da ču savesno izvšavati naredženja svojih starešina. Uvek ču biti spreman, da se borim za slobodu i čast otačbine, ne žaleči, da u toj borbi dam i svoj život.

Вариант присяги ЮНА на македонском:

Я (имя и фамилия) торжественно обязуюсь верно служить своему народу, защищать мою родину Социалистическую Федеративную Республику Югославию, хранить братство и единство наших народов и честь ЮНА и добросовестно исполнять распоряжения моих командиров. Всегда буду готов бороться за свободу и честь Родины, в этой борьбе без сожаления отдам и свою жизнь.
Оригинальный текст (макед.)Јас (име и презиме) свечено се обврзувам верно да му служам на мојот народ, да ја бранам својата татковина, Социјалистичка Федеративна Република Југославија, да го чувам братството и единството на нашите народи и честа на ЈНА и совесно да ги извршувам наредбите на моите команданти. Секогаш ќе бидам подготвен да се борам за слободата и честа на татковината и во оваа борба без жалење ќе го дадам животот.

## Наследники ЮНА
- Вооружённые силы Союзной Республики Югославии
- Вооружённые силы Сербии
- Вооружённые силы Хорватии
- Вооружённые силы Словении
- Вооружённые силы Боснии и Герцеговины
- Вооружённые силы Северной Македонии
- Вооружённые силы Черногории